# Jean-Maurice Goossens
Jean-Maurice Goossens (* 16. Januar 1892 in Seraing; † 6. Juli 1965 in Antwerpen) war ein belgischer Eishockeyspieler.

## Karriere
Jean-Maurice Goossens gehörte zum Kader der belgischen Eishockeynationalmannschaft bei den Olympischen Spielen 1920 in Antwerpen. Das einzige Spiel bei diesem Turnier wurde dabei mit 0:8 gegen Schweden verloren und Belgien belegte als Gastgeber den siebten und somit letzten Platz.